# Ain't Wastin' Time No More
〈Ain't Wastin' Time No More〉는 미국의 록 밴드 올맨 브라더스 밴드의 노래이다. 밴드가 카프리콘 레코드를 통하여 1972년에 발표한 세 번째 정규 음반인 《Eat a Peach》의 리드 싱글로 수록되었다. 그레그 올맨이 자신의 형인 듀안 올맨이 1971년 사망한 것에 영향을 받아 작사 및 작곡을 하였다.
1972년 빌보드 핫 100 차트에 77위까지 올라갔다.

## 배경
올맨 브라더스 밴드의 리더이자 기타리스트였던 듀안 올맨이 사망하자, 올맨 브라더스 밴드는 듀안이 세상을 떠날 당시 제작의 중간 단계에 있었던 《Eat a Peach》를 완성하였다. 이 노래의 가사적인 내용의 대부분은 듀안의 죽음을 다루고 있다. 그레그 올맨은 이것이 "그때 내가 제대로 할 줄 아는 유일한 것"이라고 느꼈다. 올맨은 형이 죽기 전에 대부분의 곡을 완성하였지만, 베이시스트인 베리 오클리와 드러머 자이 조하니 조한슨에게 이를 묻자 녹음을 하지 않을 수가 없었다. 그는 1971년 12월 플로리다 마이애미의 크라이테리아 스튜디오에서 베트남 전쟁에서 귀국한 병사를 걱정하는 가사를 계속 썼다. 기타리스트인 디키 베츠는 이 비극의 여파로 연주가 수준급이 될 것이라는 확신을 가졌다. 올맨은 나중에 베츠가 마이애미로 가는 비행기에서 노래의 슬라이드 부분을 연습했던 것을 기억했다고 언급하였다.

## 차트
| 차트 (1972)        | 최고 순위 |
| ------------------ | --------- |
| 미국 빌보드 핫 100 | 77        |

### 문헌
- Paul, Alan (2014). 《One Way Out: The Inside History of the Allman Brothers Band》. St. Martin's Press. ISBN 978-1250040497.
- Allman, Gregg; Light, Alan (2012). 《My Cross to Bear》. William Morrow. ISBN 978-0062112033.